# دراما مسيحية
الدراما المسيحية هي أنواع دارمية تستند على المواضيع الدينية المسيحية.

## المسرح المسيحي

### مسرحية الأسرار

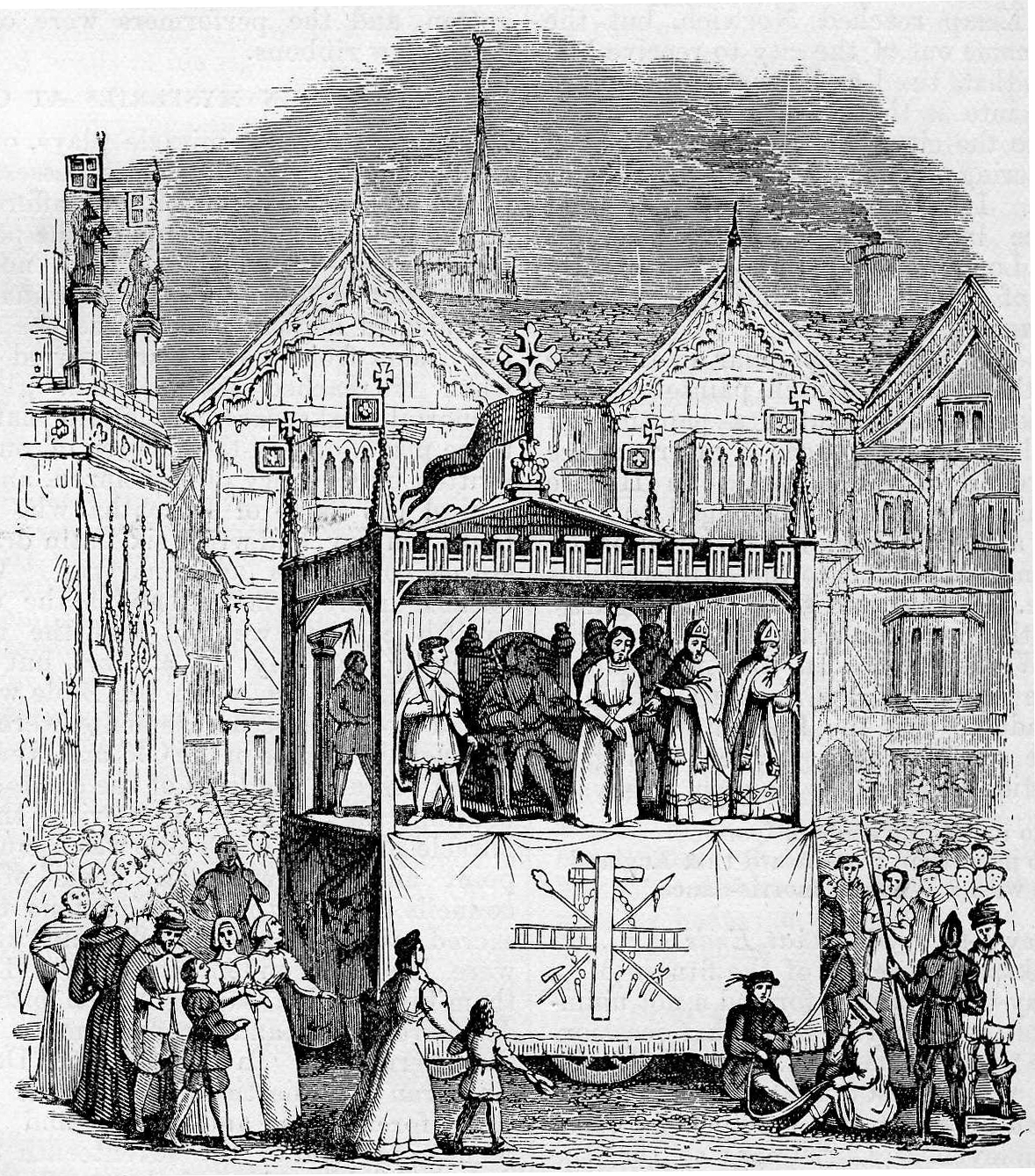
جانب من إحدى المسرحيات في العصور الوسطى

مسرحية الأسرار أو مسرحية المعجزات، نوع من التمثيليات الدينية انتشر من القرن العاشر إلى القرن السادس عشر. تعالج الأولى أحداثاً مستمدة من الإنجيل، بينما تتناول الثانية موضوعات مستمدة من حياة القديسين. وكانت هذه المسرحيات تمثل في الأصل باللغة اللاتينية، ثم من بعد بالإنجليزية، والفرنسية، والألمانية. وقد تطورت هذه التمثيليات، واتسع مجالها، فصارت خارج الكنائس، وزادت في الموضوع والتنوع، وأضيفت إليها موضوعات غير دينية، فنشأت عنها المسرحيات الأخلاقية ومسرحية الآلام، التي ظلت حتى العصر الحديث.

### مسرحية دينية
المسرحية الدينية (بالإسبانية: Auto sacramental) هي مصطلح درامي يشير إلى عرض درامي قصير، ظهر في العصور الوسطى خلال القرنين الثاني عشر والثالث عشر. كان يقدم في بداياته فصولًا من التوراة في شكل عروض مسرحية بدائية، بالرغم من تطوره فيما بعد إلي تقديم موضوعات وثنية، مع دخول شخصيات مسيحية ورمزية. وتعد مسرحية مسرحية الملوك المجوس هي أقدم مسرحية دينية من العصور الوسطى، مسرحية من مائة وسبعة وأربعون بيتًا شعريًا في شكل حلقة درامية إنجيلية. وكمثال آخر مميز لهذا النوع المسرحي هو حول غراميات أماديس دي جاولا مع الأميرة أوريانا، ابنة الملك ليسوارتي لخيل بيثينتي.

## تاريخ الدراما المسيحية

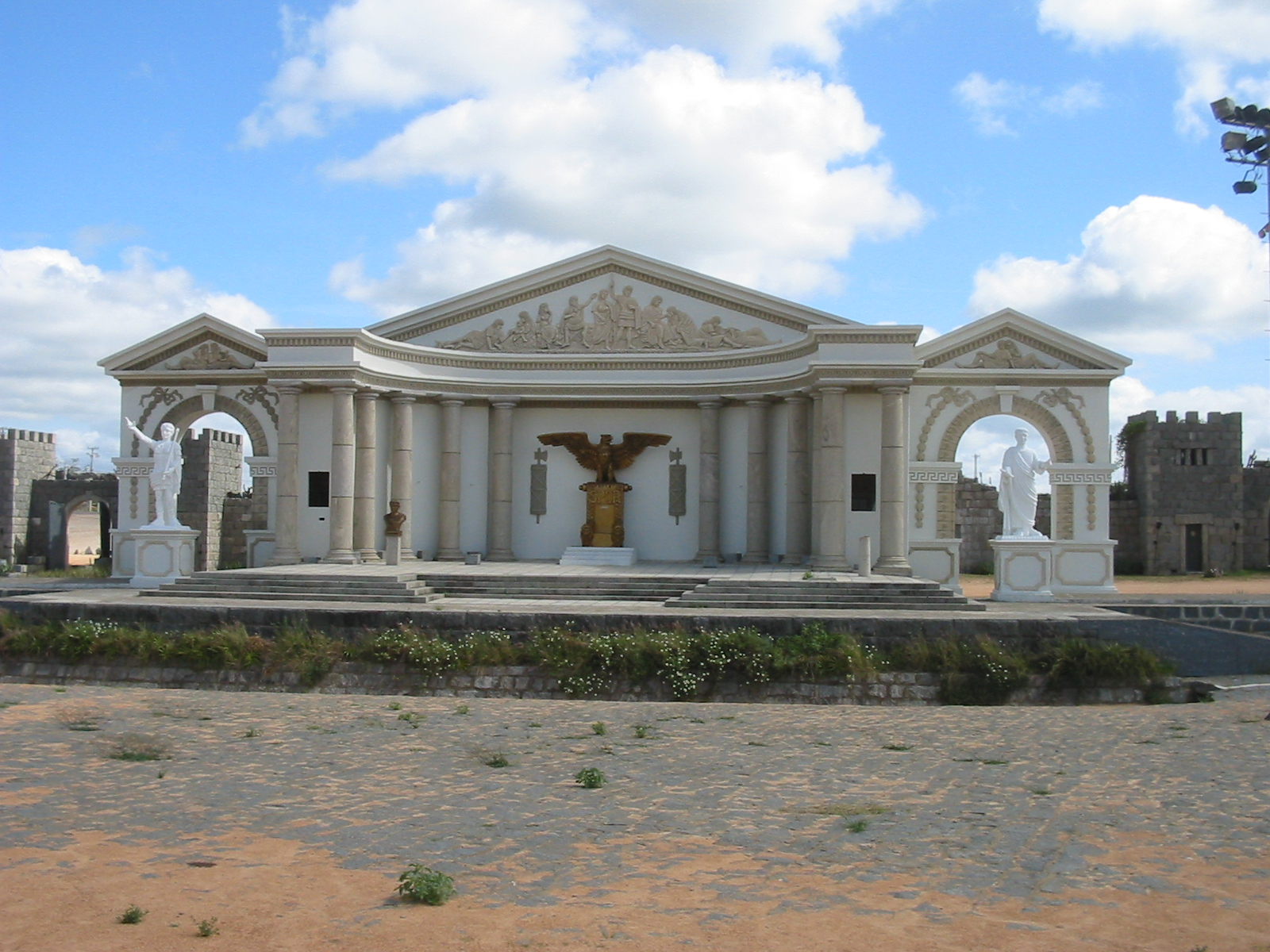
مسرح القدس الجديدة، في البرازيل. خلال اسبوع الالام يتم عرض مسرحية الآلام المسيح وقيامته.

كان للكنيسة دور في تطوير المسرح. إذ بين القرنين التاسع والحادي عشر تطورت الطقوس إلى دراما طقسيّة لأن الطقس أصبح عاجزاً عن إرضاء متطلبات الجمهور المحب للعرض فتداخلت فيه العديد من التوسيعات والتنويعات إلى أن أقيمت عروض حقيقة داخل الكنائس وكان ممثلوها الرئيسيون هم القائمون بالطقوس الكهنة ومعاونوهم ضمن موضوعات مستمدة من الكتاب المقدس ومن هذه العروض كمثال «لعبة دانيال» لكاتبها «ديبوفيه»، وويلاحظ فيها هيمنة العنصر الموسيقي ضمن وظيفية مسرحية وكانت غايتها تثقيف المؤمنين ضمن سياسة الكنيسة، وكانت تنشد باللاتينية الكنسيّة، ثم ما لبثت أن حوربت هذه المسرحيات في المجامع الكنسيّة فحظرت التمثيليات الدينية داخل الكنيسة وانتقلت إلى باحات الكنائس والساحات لتصبح دراما نصف طقسيّة وأصبحت الأدوار وقفاً على ممثلين هواة في بادئ الأمر ثم محترفين فيما بعد وبدأت تتعدد اللغات في المسرحيات بحسب القوميات تمهيداً لقيام مسارح خاصة بكل بلد.
كما جاء خروج المسرح من الكنيسة لضرورة توسيع مكان الفعل وزيادة عدد الممثلين وتصوير أحداث الدراما بلغة أقرب إلى الجمهور العادي ولتصبح شعبية وفي منتصف القرن الثاني عشر سميت هذه الدراما نصف الطقسيّة في فرنسا «بـالألعاب والمعجزات والأسرار» حيث احتوت على تأليف شعر من رجال الكنيسة أو البورجوازية وتمثيل مرتبط بقواعد الإيماء والإلقاء، وتحوي أزياء وأدوات وديكورات تعتمد على مجموعة أماكن مختلفة تقدم بشكل مساحات متلاصقة أفقياً وأحياناً عامودياً تسمى «بيوتا» تمثل كل منها مكاناً مختلفاً جغرافياً، كالجحيم والسماء والجليل وقصر بيلاطس والقبر والسجن والجلجلة والجنة وأما في إيطاليا فتطورت الطقوس إلى ما سمي بالمدائحيّات، وبحسب فيتوباندولفي فالمدائحيات ينظر لها بانها أول أشكال المسرح الموسيقي، الذي قدر له أن يتحول إلى «أوراتوريو» ابتهالية وإلى «أوبرا» مغناة.
يمكن القول بأن الأوراتوريو هي أوبرا ذات موضوع ديني تقدم في الكنيسة عوضاً عن المسرح فقد انبثق كل من الأوبرا والأوراتوريو من جذور واحدة، كما انبثقت التمثيلات الدينية مسرحيات الأسرار أو آلام المسيح والمسرحيات الدنيوية من جذور واحدة.